# Tobramicin
Tobramicin je aminoglikozidni antibiotik, ki ga proizvaja bakterija Streptomyces tenebrarius. Uporablja se za zdravljenje različnih okužb, ki jih povzročajo zlasti gramnegativne bakterije. Zelo je učinkovit proti bakterijam vrste Pseudomonas. Po učinkih in spektru je podoben gentamicinu.

## Uporaba
Kot drugi aminoglikozidni antibiotiki tudi tobramicin po zaužitju ne prehaja prebavil, zato ni primeren za peroralno uporabo. Daje se parenteralno, in sicer intravensko (v dovodnico) ali intramuskularno (v mišico). Uporablja se tudi v farmacevtskih oblikah za oči (samostojno ali v kombinaciji z deksametazonom) ter za inhaliranje; v obeh primerih je njegova absorpcija v sistemski krvni obtok nizka. 

### Uporaba v očeh
V farmacevtskih oblikah za oči je na voljo v obliki kapljic za oči in mazila za oči (pod zaščitenim imenom Tobrex). Uporablja se pri zunanjih bakterijskih okužbah oči in očesnih adneksov. Na tržišču so tudi kapljice in mazilo za oči, ki poleg tobramicina vsebujejo tudi deksametazon in se uporabljajo za zdravljenje vnetja in preprečevanje okužbe po operaciji sive mrene (katarakte).

### Uporaba z inhaliranjem
V obliki za inhaliranje se uporablja pri poslabšanjih kronične okužbe z bakterijo Pseudomonas aeruginosa pri bolnikih s cistično fibrozo. V posebni mikronizirani obliki za inhaliranje so ga preskušali tudi za zdravljenje bakterijskega sinuzitisa.

## Neželeni učinki
Kot drugi aminoglikozidi je tudi tobramicin ototoksičen in lahko pri nekaterih bolnikih pozroči motnje sluha in/ali ravnotežja. Občutljivi posamezniki so običajno nosilni sicer nenevarne genske mutacije. Škodljiv učinek na notranje uho je običajno nepovraten.
Lahko povzroči tudi poškodbe ledvičnega tkiva.

## Mehanizem delovanja
Tobramicin zavira izgradnjo in sintezo polipeptidov na ribosomu. Ker je tako motena sinteza bakterijskih beljakovin, se spremeni prepustnost celične membrane in povzroči
razkroj celične ovojnice in končno smrt bakterijske celice. V koncentracijah, ki so enake ali nekoliko višje od inhibitornih, deluje baktericidno.